# فيفي ذو الفقار
فيفي ذو الفقار (بالإندونيسية: Veve Zulfikar)‏ (من مواليد 7 يوليو 2003) هي منشدة دينية إندونيسية وممثلة . بالإضافة إلى ذلك ، فهي أيضًا قارئه وغالبًا ما تتم دعوتها إلى مختلف المحافظات في إندونيسيا لتلاوة آيات من القرآن في المناسبات الدينية المختلفة. منذ 8 أكتوبر 2016 ، انضمت فيفي ذو الفقار إلى YouTube وبدأت في تحميل المحتوى حيث كانت تلاوة آيات القرآن الكريم ، والقصائد ، كما شاركت أنشطته اليومية ( مدونة الفيديو ). في 26 يوليو 2017 ، أصدر فيفي أغنيتها الأولى ، بعنوان Sepercik Do'a Cinta ، التي ألفها والدها ذو الفقار محمد باسيبان .

## النشأة
وُلدت فيفي كأكبر طفله من خمسة أشقاء من للزوجين ذو الفقار محمد باسيبان (أو المعروف أيضًا باسم محمد مقدار ذو الفقار) وريزا فطرية زهرو.  أشقائها الثلاثة الصغار زهوة هيرالفا زهرا (زارا ذو الفقار باسيبان) ، ومحمد حيدر أشراف (حيدر ذو الفقار باساييبان) ، وأفرو هومايرا (ميرا ذو الفقار باسيبان).  وكان والدها دولي قارئ القرآن دولي من مدينة سيدوارجو ريجنسي ، جاوة الشرقية ، أسس دار لتلاوة القرآن منذ عام 2013، وهي مؤسسة تعليمية للمدارس الداخلية الإسلامية التي تركز على دراسة قرآنية القراءات .  جدها ، حبيب محمد روزي سيهاب باسيبان ، مؤسس وقائد مدرسة بوندوك بيزانترين سابيلون ناجح واتوكوسيك ، وهي مدرسة داخلية إسلامية تقوم بتدريس العلوم القرآنية في باسوروان ريجنسي . 